# Pole Marsowe (Lwów)
Pole Marsowe we Lwowie (ukr. Марсове поле), oficjalnie Łyczakowski Cmentarz Wojskowy (uk. Личаківський військовий цвинтар) – cmentarz-pomnik żołnierzy Armii Czerwonej i NKWD znajdujący się na północ od Cmentarza Łyczakowskiego na granicy Parku Łyczakowskiego i Pohulanki.

## Historia
Początkowo w tym miejscu mieścił się cmentarz wojenny żołnierzy armii austriackiej i wojsk sojuszniczych, którzy polegli podczas I wojny światowej. Plan szczegółowy z 1927 informował o 4712 pochówkach indywidualnych i mogiłach zbiorowych, w których spoczywali Niemcy, Ukraińcy, Polacy, Czesi, Serbowie, Bośniacy i Turkowie. Pomiędzy 1946 a 1947 prochy ekshumowano do zbiorowych mogił, a na pozostałym terenie urządzono cmentarz żołnierzy Armii Czerwonej poległych podczas II wojny światowej oraz żołnierzy NKWD, którzy zginęli podczas walk z UPA i ludnością cywilną dawnych wschodnich terenów Rzeczypospolitej. Według oficjalnych danych pochowano tam 3491 żołnierzy, ukraińscy historycy negują tę liczbę twierdząc, że jest zawyżona. Początkowo na Polu Marsowym znajdowały się betonowe nagrobki, w 1974 Andrij Szuliar, Wasyl Kamenszczyk oraz Wołodymyr Bojko opracowali nowy projekt dla urządzenia tego miejsca. Mauzoleum tworzą trzy rzędy płyt z czarnego granitu przedzielone dwoma rzędami czerwonych flag symbolizujących gwardyjskie wstęgi. Większość poległych zginęła w latach 1944–1950, które nie pokrywają się z czasem II wojny światowej, mimo tego od strony ulicy Ilji Miecznikowa znajduje się monument z Orderem Wojny Ojczyźnianej i napisem „Niebo, ziemia, ludzie! Z Was, za prawdę Lenina, w drodze o pokój polegliśmy”. Na ogrodzeniach i ścianach okolicznych domów umieszczone były hasła ideologiczne. W 1994 na Polu Marsowym pochowano prochy ekshumowanych 80 ofiar więzienia NKWD z ulicy Zamarstynowskiej, w 1999 kolejnych 140 osób. We wschodniej części ustawiono duży biały krzyż z napisem „Obrońcom Lwowa, strzelcom i dowódcom UHA, którzy zginęli w latach 1918–1919”. Stoi on 100 metrów na zachód od dawnego cmentarza żołnierzy ukraińskich poległych podczas obrony Lwowa w toku wojny polsko-ukraińskiej.
Na Polu Marsowym, bezpośrednio obok radzieckiego cmentarza, w 2022 roku powstał Kompleks Pamięci Bohaterów Ukrainy, gdzie chowani są żołnierze Sił Zbrojnych Ukrainy polegli w obronie kraju podczas rosyjskiej inwazji.